# 岐南町歴史民俗資料館
岐南町歴史民俗資料館（ぎなんちょうれきしみんぞくしりょうかん）とは、岐阜県羽島郡岐南町にある博物館。

## 概要
岐南町の歴史・民俗の資料を中心に収蔵した博物館である。農耕や、かつての重要な産業であった養蚕に関する民具を中心に、明治時代以降の生活用具を常設展示している。
旧宮川家住宅と資料館で構成されており、資料館は1980年（昭和55年）10月着工、1981年（昭和56年）3月19日竣工し、同年8月1日開館。
岐南町図書館（1982年11月6日竣工）は岐南町歴史民俗資料館に接して建設されており、玄関部分は資料館と図書館は共用している。図書館の建物内には郷土史料保存庫がある。

## 施設
- 資料館
- 旧宮川家住宅
  - 1893年（明治26年）建築の茅葺の農家。建築面積は156.86m2。[2]。現在の岐南町徳田6丁目[8]の宮川家が新築するにあたり、岐南町が貴重な建物として移築保管することを1979年（昭和54年）に決め[9]、現在地に1980年（昭和55年）9月12日に移築[5]。資料館完成前は旧宮川家の建物が民俗資料館として使用されていた[10]
  - 旧宮川家住宅一棟附生活用具一括として、1980年（昭和55年）に岐阜県重要有形民俗文化財に指定されている[8]。
- 辻門
  - 明治中期に建築された伏屋家の四脚門。薬草木庭園の入口にある。
- 薬草木庭園
  - 薬草・花・木が植えられた公園。

## ギャラリー

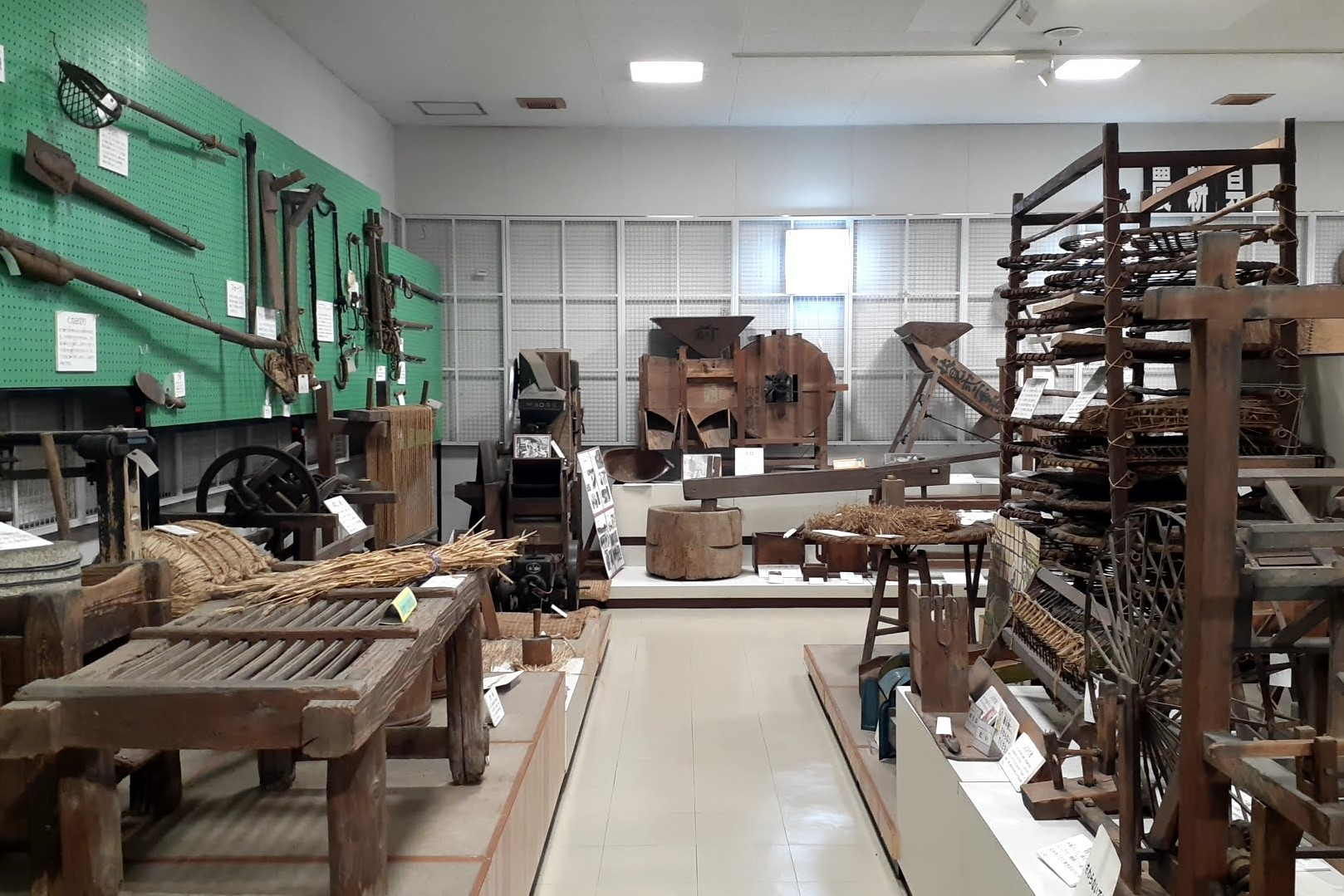
常設展示
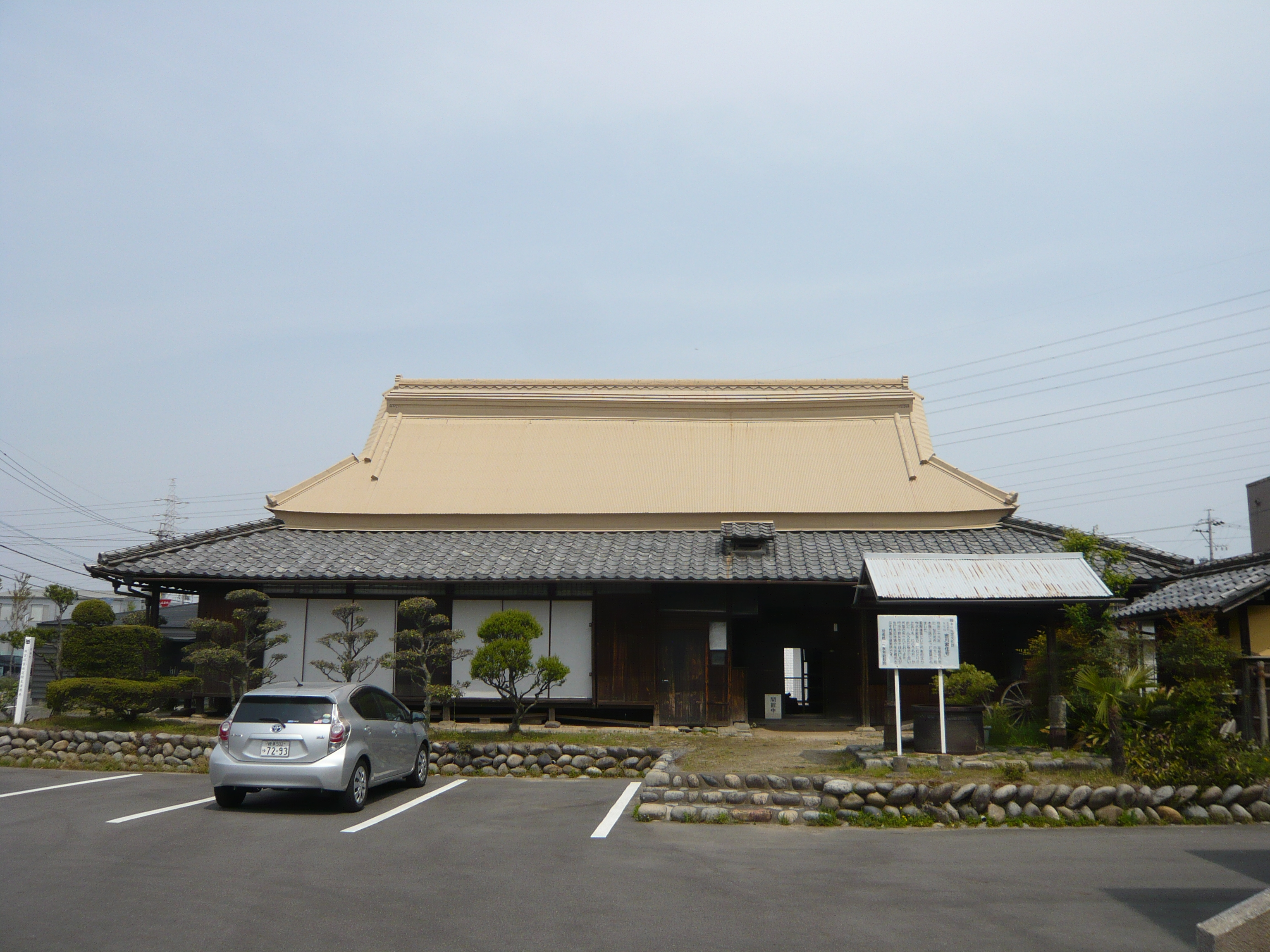
宮川家住宅

## 利用案内
開館時間
- 9時30分～17時30分

休館日
- 毎週月曜日（月曜が祝日の場合は翌日）、祝日の翌日、年末年始（12月29日～1月3日）

## 交通アクセス

### 公共交通機関
- 岐南町コミュニティタクシー「体育館」乗り場より徒歩約1分。
- 名鉄名古屋本線「岐南駅」下車、徒歩約25分。
- 岐阜バス松籟加納線「岐南営業所」バス停より徒歩約10分。
  - 岐阜駅（JR岐阜駅バスターミナル）・名鉄岐阜駅（名鉄岐阜のりば）より【E15】【E17】「岐南営業所」行き
- 岐南町コミュニティバス「岐南中学校前」バス停より徒歩で約5分。

### 自動車
- 国道22号（名岐バイパス）「伏屋」交差点より西へ（岐阜県道175号岐阜岐南線）約2分。

## 周辺施設
- 岐南町総合体育館
- 岐南町立岐南中学校
- エスラインギフ本社